# Егичи
Егичи (коми-перм. Йӧгич) — деревня в Кудымкарском районе Пермского края. Входила в состав Белоевского сельского поселения. Располагается северо-западнее от города Кудымкара у автодороги Кудымкар-Гайны. Расстояние до районного центра составляет 11 км. По данным Всероссийской переписи населения 2010 года, в деревне проживало 27 человек (12 мужчин и 15 женщин).

## История
По данным на 1 июля 1963 года, в деревне проживало 59 человек. Населённый пункт входил в состав Белоевского сельсовета.